# Unpacking
Unpacking je logická videohra vyvinutá studiem Witch Beam a vydaná společností Humble Bundle pro Windows, macOS, iOS, Android, Linux, Nintendo Switch, Xbox One, PlayStation 4 a PlayStation 5. Hra obdržela pozitivní recenze a získala mnoho ocenění, včetně dvou ocenění BAFTA Games Awards, ceny D.I.C.E. v kategorii Mimořádný úspěch pro nezávislou hru a ceny Hra roku od Eurogameru.

## Hratelnost
Hra je rozdělena do etap pojmenovaných podle let, ve kterých se odehrávají: 1997, 2004, 2007, 2010, 2012, 2013, 2015 a 2018. V každé etapě hráč vybaluje věci hlavní hrdinky z krabic do nového příbytku. Každý rozbalený předmět je třeba umístit do obytného prostoru, přičemž se prostřednictvím majetku a míst, kde žije, dozvídáme životní příběh neviditelné a nejmenované hlavní hrdinky. Některé předměty mají určená místa, na která je třeba je umístit, aby bylo možné etapu dokončit. Ve všech příbytcích je celkem 35 pokojů.

## Vývoj

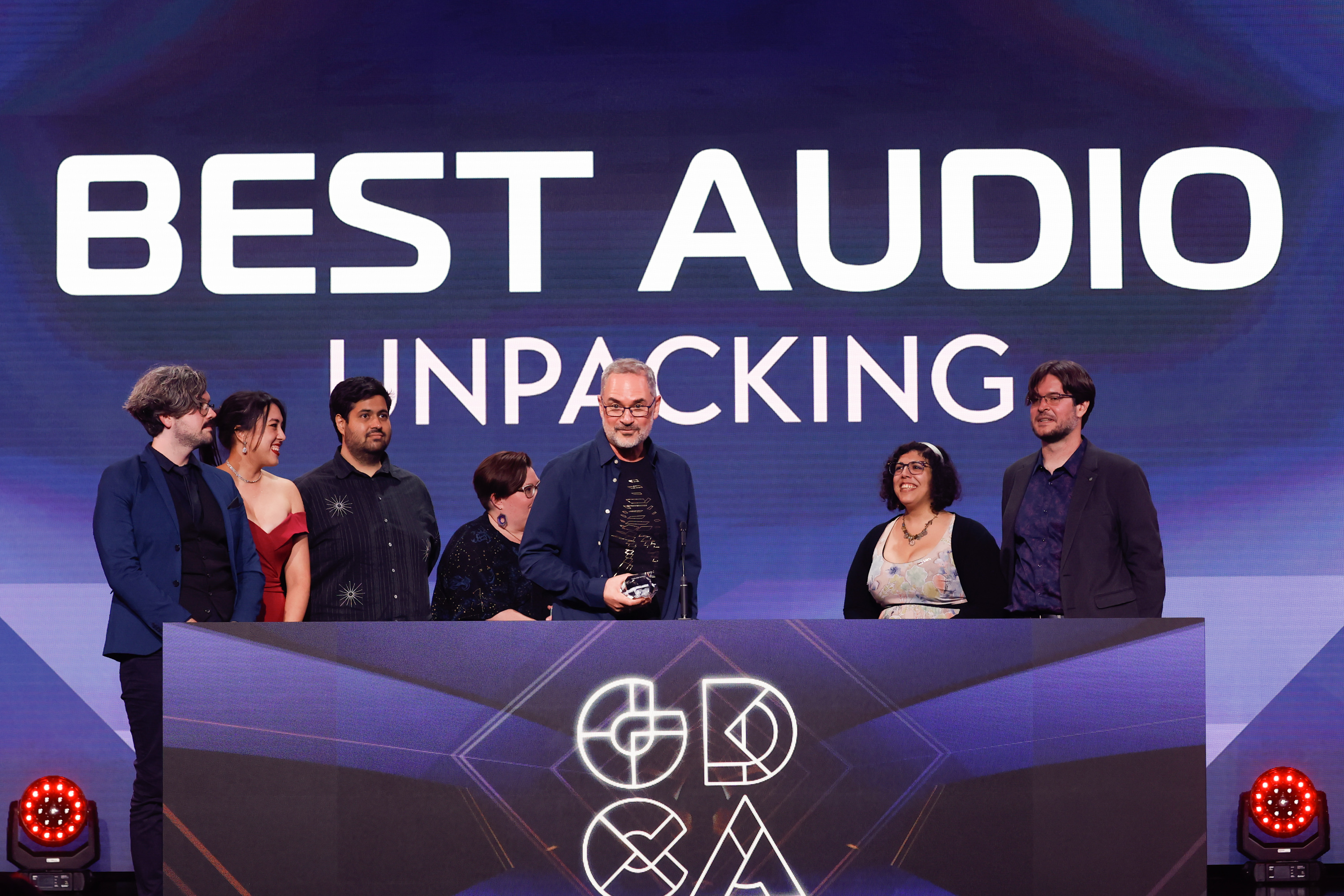
Vývojový tým přebírající cenu za Nejlepší zvuk na 22. ročníku udílení Game Developers Choice Awards

Hru vyvinulo nezávislé herní studio Witch Beam se sídlem v australském Brisbane. Studio bylo založeno v roce 2013 a před vydáním Unpacking vydalo v roce 2015 twin-stick shooter Assault Android Cactus. První koncept hry vytvořila Wren Brier, když se začátkem roku 2018 nastěhovala ke svému partnerovi, spoluřediteli Witch Beam Timu Dawsonovi. Zjistila, že vybalování neoznačených krabic bez znalosti toho, co je uvnitř, je zážitek, který by se dal převést do videohry. Oba se zúčastnili švédského akceleračního programu Stugan a hra vstoupila do plné produkce na začátku roku 2019.
Hra je převážně beze slov, příběh je vyprávěn hlavně prostřednictvím předmětů, které hráč vybaluje z krabic. Tým si dal záležet na tom, aby byla hra přístupná: Téměř beze slov hra zajišťuje, že si ji může užít i člověk, který může mít jazykové bariéry nebo bariéry v porozumění. Proto také bylo do hry implementováno mnoho dalších funkcí pro zpřístupnění.
Zvukový design zahrnuje více než 14 000 ruchů s několika zvukovými efekty pro zvedání a pokládání, které jsou jedinečné pro každý předmět.

## Vydání
Zatímco Witch Beam spravovalo většinu sociálních sítí hry, tým najal Victorii Tran, komunitní ředitelku hry Among Us, aby pomohla s provozem Discord serveru a TikTok účtu hry. Vývoj hry měl podle původních předpokladů trvat asi rok a půl; samotná výroba hry trvala dvakrát déle. Hra byla vydána pro osobní počítače, Nintendo Switch a Xbox One 2. listopadu 2021. Verze pro PlayStation 4 a PlayStation 5 byly vydány 10. května 2022. Fyzické verze hry, vydané a distribuované společností Limited Run Games, bylo možné předobjednat mezi 29. březnem a 1. květnem 2022.

## Přijetí
| Agregátor  | Skóre                                          |
| ---------- | ---------------------------------------------- |
| Metacritic | PC: 83/100 NS: 86/100 XONE: 81/100 PS5: 84/100 |

| Udělil                | Skóre  |
| --------------------- | ------ |
| Easy Allies           | 8.5/10 |
| GameSpot              | 9/10   |
| Hardcore Gamer        | 4/5    |
| IGN                   | 8/10   |
| Nintendo Life         | 9/10   |
| Nintendo World Report | 6.5/10 |
| Push Square           | 8/10   |
| Shacknews             | 7/10   |
| The Guardian          | 4/5    |
| TouchArcade           | 4.5/5  |

Podle agregátora recenzí Metacritic získala hra Unpacking „obecně příznivé“ recenze. Hra obdržela pozitivní recenze od Rock Paper Shotgun, GameSpot, Eurogamer, Nintendo Life, IGN, Kotaku, a TouchArcade. Během prvních deseti dnů se prodalo přes 100 000 kopií na všech platformách. Web GamesRadar+ hru pochválil za její inovativní vyprávění a za přístupnost získala ocenění Can I Play That?. Hra byla nominována na hru roku na Gayming Awards 2022 a získala ocenění za nejlepší LGBTQ indie hru a autentické ztvárnění. Hra také v roce 2022 získala 2 ceny IGDA Global Industry Game Awards. Jednu za 2D animaci a druhou za 2D environmentální umění.

### Ocenění a nominace
Hra Unpacking byla označena za jednu z nejlepších videoher roku 2021 časopisy The New Yorker, Los Angeles Times, Forbes, Financial Times, CNET, a NME. Eurogamer zvolil hru Unpacking hrou roku.
V časopise Gayming Magazine získala cenu za nejlepší LGBTQ indie hru a za autentické ztvárnění a byla nominována na hru roku.
| Rok  | Ocenění                           | Kategorie                            | Výsledek  | Ref.          |
| ---- | --------------------------------- | ------------------------------------ | --------- | ------------- |
| 2021 | Australian Game Developer Awards  | Hra roku                             | vítězství | [ 42 ]        |
| 2021 | Australian Game Developer Awards  | Excelence v přístupnosti             | vítězství | [ 42 ]        |
| 2021 | The Steam Awards                  | Pane doktore, vy jste se zase kochal | nominace  | [ 43 ]        |
| 2022 | 25. ročník D.I.C.E. Awards        | Mimořádný úspěch pro nezávislou hru  | vítězství | [ 44 ]        |
| 2022 | Game Developers Choice Awards     | Nejlepší zvuk                        | vítězství | [ 45 ] [ 46 ] |
| 2022 | Game Developers Choice Awards     | Cena za inovaci                      | vítězství | [ 45 ] [ 46 ] |
| 2022 | Game Developers Choice Awards     | Nejlepší vyprávění                   | nominace  | [ 45 ] [ 46 ] |
| 2022 | Independent Games Festival Awards | Velká cena Seumase McNallyho         | nominace  | [ 47 ] [ 46 ] |
| 2022 | Independent Games Festival Awards | Excelence ve vyprávění               | nominace  | [ 47 ] [ 46 ] |
| 2022 | Independent Games Festival Awards | Excelence v designu                  | nominace  | [ 47 ] [ 46 ] |
| 2022 | Independent Games Festival Awards | Excelence ve zvuku                   | nominace  | [ 47 ] [ 46 ] |
| 2022 | 18. ročník BAFTA Games Awards     | Rodinná hra                          | nominace  | [ 48 ]        |
| 2022 | 18. ročník BAFTA Games Awards     | Vyprávění                            | vítězství | [ 48 ]        |
| 2022 | 18. ročník BAFTA Games Awards     | Originální vlastnost                 | nominace  | [ 48 ]        |
| 2022 | 18. ročník BAFTA Games Awards     | EE Hra roku                          | vítězství | [ 48 ]        |
| 2022 | IGDA Global Industry Game Awards  | 2D Animace                           | vítězství | [ 33 ]        |
| 2022 | IGDA Global Industry Game Awards  | 2D environmentální umění             | vítězství | [ 33 ]        |
| 2023 | Peabody Awards                    | Interaktivní a pohlcující            | nominace  | [ 49 ]        |